# Göta Pettersson
Göta Elisabeth Pettersson, po mężu Frisk (ur. 18 grudnia 1926 w Sztokholmie, zm. 9 października 1993 tamże) – szwedzka gimnastyczka. Złota medalistka olimpijska z Helsinek.
Zawody w 1952 były jej drugimi igrzyskami olimpijskimi (w 1948 zajęła 4. miejsce w wieloboju drużynowym). Wspólnie z koleżankami zwyciężyła w ćwiczeniach z przyborem. W 1950, także w drużynie, została mistrzynią świata.